# Luigi Cadorna (cruzador)
O Luigi Cadorna foi um cruzador rápido operado pela Marinha Real e Marinha Militar Italiana e a quinta embarcação da Classe Condottieri. Sua construção começou em setembro de 1930 no Cantieri Riuniti dell'Adriatico e foi lançado ao mar em setembro do ano seguinte, sendo comissionado na frota italiana em agosto de 1933. Era armado com uma bateria principal composta por oito canhões de 152 milímetros montados em quatro torres de artilharia duplas, tinha um deslocamento de sete mil toneladas e conseguia alcançar uma velocidade máxima de 36 nós.
O cruzador se envolveu na intervenção italiana na Guerra Civil Espanhola e depois da invasão italiana da Albânia em 1939. Na Segunda Guerra Mundial, participou da Batalha da Calábria em julho de 1940 e de várias operações de escolta de comboios para o Norte da África pelos anos seguintes. A Itália se rendeu em setembro de 1943 e o Luigi Cadorna foi usado como navio de transporte até o fim do conflito. Após o fim da guerra, foi usado como um navio de treinamento por sua idade e condição deteriorada, sendo retirado do serviço em maio de 1951 e desmontado.